# 王致常
王致常（？—）是一名射擊運動員，主攻手槍項目，曾代表中華民國參加1954年、1958年兩屆亞洲運動會，並獲得1958年亞洲運動會射擊比賽男子50米手槍銅牌。他也是目前唯一獲得亞運會男子手槍項目獎牌的台灣射擊選手。